# No. 84 Squadron RAF
No. 84 Squadron RAF brytyjska jednostka lotnicza utworzona 7 stycznia 1917 roku w RAF Beaulieu, Hampshire Wielka Brytania jako No 84 Squadron RFC.
Po wyposażeniu jednostki w samoloty SE5  23 września 1917 roku została skierowany na front wschodni na terytorium Francji gdzie służyła do końca wojny. No. 84 Squadron RAF w całym okresie I wojny światowej odniosła  323 zwycięstwa powietrzne.
Łącznie w jednostce w okresie I wojny światowej służyło 25 asów myśliwskich m.in.:
Andrew Beauchamp-Proctor(54), Walter Southey (20), Carl Frederick Falkenberg (17), Robert Grosvenor (16), Sidney Highwood (16), Hugh Saunders (15), John Victor Sorsoleil (14), Edwin Arnold Clear (12), Norman Mawle (12), Roy Manzer (12), John Steele Ralston (12), Frederick Elliott Brown (9), Jens Frederick Larson (9), Kenneth Leask (8), Percy Kyme Hobson (7), Hector MacDonald (7), William Nel (7), Charles Lionel Stubbs (7), George Augustus Vaughn (7), John McCudden (6), George Owen Johnson (6), James Martin Child (5), Cecil Thompson (6), Cecil Wilson (5).
Po zakończeniu wojny jednostka pozostała w ramach sił okupacyjnych do 12 sierpnia 1919 roku na terytorium Niemiec. Po powrocie do Tangmere została rozwiązana 30 stycznia 1920 roku.
Jednostkę ponownie sformowano 13 sierpnia 1920 roku w Bagdadzie. Od września została przeniesiona do bazy RAF w wiosce Shaibah w rejonie Basry, gdzie przebywała do września 1940 roku.
Po wybuchu działań wojennych na bliskim wschodzie jednostka została skierowana we wrześniu 1940 do Egiptu, a w listopadzie 1940 do Grecji. W walkach z Niemcami uczestniczyła do kwietnia 1941 roku kiedy to została ewakuowana z powrotem do Iraku.
W styczniu 1942 roku jednostka została przeniesiona na Sumatrę, następnie do Indii. Na początku 1945 roku dywizjon znalazł się w Singapurze. Po zakończeniu działań wojennych jednostka przebywała na dalekim wschodzie jako jednostka osłaniająca operujące w tym rejonie siły brytyjskie. Do bazy w Iraku powróciła w 1948 roku, gdzie nastąpiło kolejne jej przezbrojenie w dwusilnikowe samoloty bombowe Bristol Brigand.
W 1950 roku jednostka została wysłana jako część sił interwencyjnych w Malezji w tzw. operacji Firedog Operation Firedog. Stacjonowała do momentu jej rozwiązania 20 lutego 1953 roku w Singapurze. Tego samego dnia operujący w Egipcie dywizjon No. 204 Squadron RAF został przemianowany na No. 84 Squadron RAF. Nowo nazwana jednostka była jednostką transportową RAF operującą na Bliskim Wschodzie. 31 października 1971 roku jednostka został ponownie rozwiązana.
17 stycznia 1971 roku jednostkę wskrzeszono po raz kolejny w RAF Akrotiri. Z No 1563 Flight oraz części No. 230 Squadron RAF. Została wyposażona w helikoptery Westland Whirlwind i przydzielona do pomocy ONZ jako jednostka ratownicza. W 1982 roku jednostkę przezbrojono w helikoptery Westland Wessex.
Dywizjon 84 RAF jest jedyną lotniczą jednostką brytyjską, która w całej swojej historii służyła poza terytorium Wielkiej Brytanii.